# The Quarterback
The Quarterback je třetí epizoda páté série amerického hudebního seriálu Glee a v celkovém pořadí devadesátá první epizoda tohoto seriálu. Napsali ji všichni tři tvůrci seriálu, tedy Ryan Murphy, Brad Falchuk a Ian Brennan, režíroval ji Falchuk a poprvé se vysílala ve Spojených státech dne 10. října 2013 na televizním kanálu Fox. Hlavním tématem epizody je smrt postavy Finna Hudsona a pocta herci Corymu Monteithovi, který hrál Finna od prvního dílu a tragicky zemřel dne 13. července 2013.
Epizodu přijali kritici pozitivně. V den svého vysílání ji sledovalo 7,40 milionů amerických diváků a získala rating 2,9 ve věkové skupině od osmnácti do čtyřiceti devíti let. Celková sledovanost a rating této epizody výrazně vzrostl oproti předchozí epizodě a sledovanost epizody byla zatím nejvyšší od 20. září 2012.

## Obsah epizody
Staří i noví členové New Directions zpívají "Seasons of Love" na pohřbu Finna Hudsona. O tři týdny později se shledávají na McKinleyově střední škole, kam je pozve vedoucí sboru Will Schuester (Matthew Morrison), aby prostřednictvím písně vzdali poctu Finnovi a připojili jejich osobní vzpomínku na něj. Mercedes Jones (Amber Riley) zpívá "I'll Stand By You", kterou předtím Finn zpíval, když si myslí, že se stal otcem. Ředitelka Sue Sylvester (Jane Lynch) dovolí studentům, aby z Finnovy staré skříňky udělali místo pro vzpomínky a zasadí strom na jeho počest, strom je ale později ukraden. Kurt Hummel (Chris Colfer) pomáhá svým rodičům uklidit Finnovy věci, nechává si Finnovu bundu a dává svému otci Burtovi (Mike O'Malley) Finnovu lampu a fotbalový míč. Carole Hudson-Hummel (Romy Rosemont) se brzy zhroutí žalem a rodina se semkne a utěšuje jeden druhého.
Další den se sbor schází v hale, kde Sam Evans (Chord Overstreet) a Artie Abrams (Kevin McHale) vedou sbor v písni "Fire and Rain". Santana Lopez (Naya Rivera) není schopna se vyrovnat se svým zármutkem a odchází dřív, aby navštívila Finnův memoriál, kde najde Bree (Erinn Westbrook), která vede skupinu roztleskávaček, které na příkaz Sue memoriál rozebírají. Santana konfrontuje Sue v její kanceláře, obviní Sue z toho, že Finna nenáviděla a před svým odchodem ji ve vzteku strčí do knihovny. Později Willovi řekne jeho žena, výchovná poradkyně Emma Pillsbury (Jayma Mays), že si dělá starosti ohledně toho, jak Will skrývá své vlastní city ve snaze vytvořit emocionální podporu pro ostatní. Will prohlašuje, že je v pořádku a vrací se do sboru, kde Santana zpívá "If I Die Young", ale v polovině písně se zhroutí a uteče. Kurt ji najde v hale, kde Santana lituje, že se k Finnovi nechovala lépe, ale Kurt ji ujišťuje, že se o ní Finn staral a věděl, že je dobrá osoba. Před odchodem Kurt dává Santaně bundu, která patřila Finnovi.
Trenérka fotbalu Shannon Beiste (Dot-Marie Jones) si všimne, že Noah "Puck" Puckerman (Mark Salling) je po pohřbu Finna neustále opilý, vede ho do šatny, kde se Puck zhroutí a přizná se Beiste, že se bojí, že když začne plakat, tak nikdy nebude moci přestat a že se bez Finnova vedení cítí ztracený. Beiste řekne Puckovi, že bude muset věřit, že vzpomínky na Finna a jeho vlastní instinkty mu budou stačit, aby ho vedly správným směrem dopředu. Beiste také prozradí, že ví, že strom na Finnovu počest ukradl Puck, a ten jí slíbí, že ho vrátí. Puck později zpívá ve sborové místnosti "No Surrender", kde ho Santana obviní z krádeže Finnovy bundy, což ale Puck odmítá.
New Directions přináší paličky k bicím k Finnově memoriálu, kde se setkají s Rachel Berry (Lea Michele), která získala dostatek síly, aby se vrátila. Před sborem zpívá "Make You Feel My Love". Santana se později omlouvá Sue za své chování. Sue prozradí, že má zlomené srdce z toho, že Finn zemřel z myšlenkou, že ho nenáviděla, zatímco ona ho ve skutečnosti respektovala a těšila se na to, jak se stane jejím kolegou. Santana také mluví s Willem a řekne mu, že má mnoho pochyb, jestli se ještě někdy vůbec vrátí do Limy, protože toto místo je plné bolestivých vzpomínek. Will jí řekne, že je na ní hrdý a respektuje její rozhodnutí. Puck navrací strom na své původní místo a řekne Beiste, že se přidává k Air Force, aby se vydal správnou cestou a poctil Finnovu památku. Beiste mu popřeje hodně štěstí a když odjíždí, tak se usměje, protože zjistí, že Puck do stromu vyryl slovo "Quarterback" (Finnova pozice ve školním fotbalovém týmu).
Rachel si později promluví s Willem ve sborové místnosti, přizná se, že si s Finnem stále povídá a že se bojí, že její vzpomínky na něj budou nakonec slábnout. Je nejistá ohledně své budoucnosti, protože vždy plánovala, že bude mít úspěšnou kariéru na Broadwayi, poté se vrátí domů, kde se usmíří s Finnem a až po zbytek života zůstanou spolu. Will se jí zeptá, jestli někdy o svém plánu řekla Finnovi a ona mu odpoví, že nemusela, protože on to už věděl. Will ji znovu ujišťuje, že ačkoliv její život může mít jiný směr než předpokládala, může to být lepší než předpokládala, ale Rachel nesouhlasí, protože Finn byl její spřízněná duše. Rachel potom dává Willovi zarámovaný obraz na vzpomínku Finna s jeho citátem: "Show musí pokračovat...všude možně...nebo tak něco." Will obraz vyvěsí ve sborové místnosti.
Will později přijde domů, ze své tašky vytáhne Finnovu bundu, čímž odhalí, že si jí vzal sám a konečně začne plakat. Emma přijde domů, najde plačícího Willa, který drží bundu a pomáhá svému manželovi se uklidnit.

## Seznam písní
- "Seasons of Love"
- "I'll Stand by You"
- "Fire and Rain"
- "If I Die Young"
- "No Surrender"
- "Make You Feel My Love"

## Hrají
| Jacob Artist     | Jake Puckerman      |
| Melissa Benoist  | Marley Rose         |
| Chris Colfer     | Kurt Hummel         |
| Darren Criss     | Blaine Anderson     |
| Blake Jenner     | Ryder Lynn          |
| Jane Lynch       | Sue Sylvester       |
| Kevin McHale     | Artie Abrams        |
| Lea Michele      | Rachel Berry        |
| Matthew Morrison | William Schuester   |
| Alex Newell      | Wade "Unique" Adams |
| Chord Overstreet | Sam Evans           |
| Naya Rivera      | Santana Lopez       |
| Becca Tobin      | Kitty Wilde         |
| Jenna Ushkowitz  | Tina Cohen-Chang    |